# Evian
Evian (/ˈeɪviɒn/ AY-vee-on, ev-ee-un; Francés: [evjɑ̃], estilizado como evian) es una compañía francesa de agua mineral que embotella y comercializa agua mineral de varias fuentes cercanas a Évian-les-Bains, en la costa sur del Lago Lemán. Produce más de 2 billones de botellas de plástico al año.

## Historia
En 1789, el conde Jean-Charles de Laizer supuestamente vio una mejora en su enfermedad renal como resultado de la absorción regular de agua de la fuente Sainte-Catherine. Esta presunta mejora provoca la afluencia de numerosos consumidores, lo que hace que el propietario de la fuente, el señor Cachat, decida cobrar por ella.
En 1824, la explotación comercial de la fuente se amplió con la inauguración de los baños y la fuente de Sainte-Catherine pasó a llamarse fuente de Cachat. En 1826, los duques de Saboya autorizaron el embotellado. Luego el agua se almacena en cántaros de barro. En 1827, Cachat construyó un establecimiento termal. Dos años más tarde se creó la Compañía de Agua Mineral Cachat. La empresa pasó a ser francesa cuando Francia anexó Saboya en 1860.
En 1869, la empresa se convierte en la Société Anonyme des Eaux Minerales d'Évian-les-Bains tras un decreto que autoriza el nombre de la ciudad: Évian-les-Bains. De 1892 a 1927, el municipio fue propietario de la fuente y la arrendó, previo pago, a la empresa explotadora. En 1901, el embotellado se realizaba en bombonas (garrafas rodeadas de mimbre). En 1908, Évian se comercializa en botellas de vidrio fabricadas por la cristalería Souchon-Neuvesel, más tarde BSN y luego Danone.
En 1960, Évian unió fuerzas con Badoit. En 1962, la empresa comercializó nebulizadores. En 1964, el grupo BSN (futuro Danone) adquirió una participación del 25% del capital. Antoine Riboud, director general de Souchon-Neuvesel, lleva Évian a los supermercados. En 1965, la empresa inició la construcción de una planta embotelladora en Amphion, en la localidad de Publier, a 3 km de Évian-les-Bains, a la que llegaría el agua a través de tuberías de acero inoxidable. El mismo año, la empresa Évian absorbió Badoit. Cada día se embotellan 4 millones de litros de agua. En 1969 se lanzó la primera botella de PVC. En 1970, el grupo BSN tomó el 100% del control de la empresa Évian.
En 1984, la empresa abrió el centro termal de Évian y cerró los antiguos establecimientos termales que se habían vuelto demasiado estrechos. En 1985 se produjo la primera botella con tapón de rosca. En 1989, Évian añadió un asa de transporte a las mochilas. En 1995, la empresa fue la primera en lanzar botellas de plástico PET. En 2001, se lanzaron nueve productos cosméticos Évian Affinity fabricados bajo licencia por la empresa estadounidense Johnson & Johnson. En 2020, aprovechando la pandemia de Covid-19, la fábrica de Publier vendió 100.000 botellas de gel hidroalcohólico.

## Cifras
En comparación con la competencia, la "división de agua" de Danone, de la que forma parte Évian, es la segunda del mundo en volumen de agua embotellada con 18 mil millones de litros, detrás de Nestlé Waters. En 2009, esta división “aguas” representó el 17% de la facturación total de Danone.
En cuanto al agua de Evian, cada año se embotellan alrededor de 1.900 millones de litros, o sea una novena parte del volumen de agua de Danone.Es la Compañía de Agua Mineral de Évian, filial de Danone, la que gestiona el embotellado. El agua se envasa en la planta embotelladora de Amphion-les-Bains, donde también se fabrican envases de plástico PET.
En Francia, la marca representa el 19% del mercado de agua embotellada sin gas, seguida por Contrex del grupo Nestlé. El agua de Evian se vende principalmente en Francia (40% de las ventas). A nivel mundial, ocupa el primer lugar en el Reino Unido, Suiza, Noruega, Corea del Sur, Malasia, Brasil, Canadá (principalmente Quebec), el segundo en Japón y está bien situado en los Estados Unidos. Gracias a una consecuente política de marketing, es reconocido como un producto de alta gama en varios países del mundo.
En 2018, la empresa operadora alcanzó una facturación de 1.625.582.200 € y generó un beneficio de 32.677.300 € con una plantilla de 2.102 empleados.

## Lobby ante la Asamblea Nacional
Danone, de la que Évian forma parte, está registrada como representante de intereses ante la Asamblea Nacional. La multinacional afirma a este respecto que en 2021 los costes anuales de lobby en el Parlamento oscilarán entre 200.000 y 300.000 euros.